# Acidente ferroviário de Buizingen

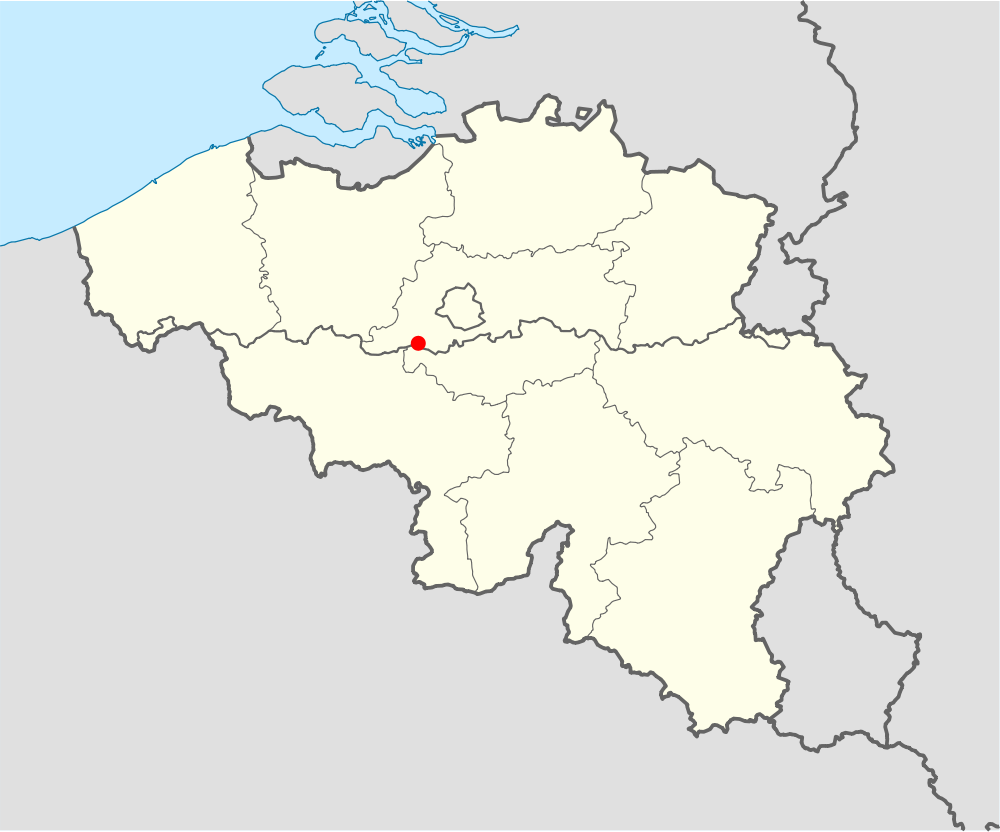
Localização do acidente, em Buizingen, Halle.

O acidente ferroviário de Buizingen ocorreu no dia 15 de fevereiro de 2010 às 8h30min locais, em Halle, no centro da Bélgica, a 15 km de distância de Bruxelas, e provocou a morte de 19 passageiros (embora inicialmente se falasse de 25 pessoas mortas).
Os dois primeiros vagões de um dos trens foram empurrados para cima, como resultado da força da colisão. A maioria das mortes aconteceu no comboio que acabou por debaixo do primeiro trem. Um dos sobreviventes declarou:
| “ | Ele estava viajando em alta velocidade e não tinha nenhuma intenção de parar. A colisão foi como um terremoto. Foi um caos absoluto. | ” |

## A colisão
Os trens, transportando 250-300 pessoas, colidiram em condições climáticas de neve, durante a hora de ponta matinal. A colisão ocorreu em uma das linhas de acesso principal à Estação de trem Bruxelas-Sul, cerca de 14 quilómetros da capital belga.
Um dos trens envolvidos estava viajando de Quiévrain para Liége, enquanto o outro estava viajando de Lovaina para Braine-le-Comte. A colisão fez com que os dois primeiros vagões de um dos trens fossem projetados para cima, sobre o segundo trem.
Testemunhas descreveram a colisão como "brutal", com os passageiros sendo jogados "violentamente" em volta das carruagens. A circulação ferroviária foi interrompida ao longo da linha onde ocorreu a colisão.

## Perda de vidas
Os relatórios iniciais das vítimas foram um pouco confusos, com o prefeito de Halle, Dirk Pieters, comunicando que, pelo menos, 20 pessoas morreram no acidente, e outras fontes citando um número de 25 mortos. A sondagem mais rigorosa foi fornecida pelo governo da província de Brabante Flamengo, na tarde de 15 de Fevereiro: uma contagem de morte provisória de 18 pessoas (15 homens e 3 mulheres), com base nos corpos recuperados dos destroços. Equipes de resgate puseram de parte a possibilidade de encontrar mais sobreviventes ainda presos nos dois trens, e a busca de corpos foi interrompida ao anoitecer para recomeçar na manhã seguinte.
Um porta-voz do gabinete do promotor público comunicou que vinte pessoas ficaram gravemente feridas na colisão. O Governador de Brabante Flamengo, Lode De Witte, disse que 162 pessoas ficaram feridas, das quais 55 foram hospitalizadas, enquanto as restantes 11 pessoas estariam em estado muito grave.

## Investigação
Os relatórios iniciais referem que o trem que vinha de Leuven-Braine-le-Comte estava na linha errada, por razões desconhecidas. Durante uma conferência de imprensa, o governador De Witte sugeriu que o trem vindo de Leuven havia ignorado um sinal de luz vermelha e, consequentemente, causou o acidente. O diretor-geral da SNCB, Marc Descheemaecker, respondeu que era "muito cedo para confirmar uma hipótese" e que "[nós] teremos que realizar uma investigação neutra", mas admitiu que os comentários de Witte não eram "inacreditáveis" ("pas invraisemblable"). Outra possibilidade foi levantada pelo jornal francês "Le Soir", que citou uma fonte "bem informada", sugerindo que uma falha no fornecimento de eletricidade poderia ter causado uma falha de sinal, e, portanto, estar por trás do acidente.
O Procurador Bruxelas Royal, Bruno Bulthé, anunciou a nomeação de um juiz de instrução, Jeroen Burm, para supervisionar a investigação judicial.

## Danos e interrupção de serviço
O acidente causou "danos graves" para os cabos de alta tensão, especialmente na Região de Bruxelas-Mons e Bruxelas linhas de Tournai. O tráfego ferroviário está de momento suspenso entre a Estação de trem Bruxelas-Sul e Halle e Etterbeek, e uma perturbação grave para os trens em serviço é esperada por grande parte da Valônia (sul da Bélgica). Espera-se serem necessários dois ou três dias para limpar os destroços por causa da investigação sobre o acidente.